# Erntenadel
Die Erntenadel war in der Deutschen Demokratischen Republik (DDR) eine nichtstaatliche Auszeichnung der Freien Deutschen Jugend (FDJ), welche 1953 gestiftet wurde. 
Ihre Verleihung erfolgte für besondere Leistungen bei der Unterstützung der in diesen Jahren entstehenden sozialistischen Landwirtschaft. 

## Aussehen
Das 36 mm hohe vergoldete Abzeichen zeigt mittig eine Frau sowie einen Mann, die in ihren Händen je ein Ährenbündel tragen. Umschlossen wird dieses Personenpaar von zwei nach oben gebogenen Ährenzweigen, die sich im farbig emaillierten FDJ-Symbol vereinen. Der untere Rand des Abzeichens wird von einem wehenden rot emaillierten Band gebildet, auf dem die zweizeilige Inschrift: STADT UND LAND / HAND IN HAND zu lesen ist. 1953 war zudem auf der Vorderseite die Jahreszahl 1953, die allerdings in den Folgejahren wegfiel.
1998 wurde die Erntenadel in einer Ausstellung der Sammlung industrielle Gestaltung präsentiert.